# Kron-Marsch
Der Kron-Marsch ist ein Marsch von Johann Strauss (Sohn) (op. 139). Das Werk wurde am 9. Oktober 1853 im Wiener Volksgarten erstmals aufgeführt.